# لندست ۱
لندست ۱ (انگلیسی: Landsat 1) با نام اصلی "ماهواره فناوری منابع زمین ۱" (Earth Resources Technology Satellite 1) نخستین ماهواره از پروژه لندست ایالات متحده آمریکا بود. این ماهواره تغییریافتهٔ ماهواره هواشناسی نیمبوس ۴ بود که در سال ۱۹۷۲ ار پایگاه نیروی هوایی وندنبرگ در کالیفرنیا به فضا پرتاب شد. لندست ۱ تا سال ۱۹۷۸ فعالیت داشت.